# Polypria cruxrufa
Polypria cruxrufa là một loài bọ cánh cứng trong họ Oedemeridae. Loài này được Chevrolat miêu tả khoa học năm 1874.